# Tarcza Arwernów
Tarcza Arwernów (fr. Le Bouclier arverne) – jedenasty album komiksu o przygodach Gala Asteriksa autorstwa René Goscinnego (scenariusz) i Alberta Uderzo (rysunki).
Komiks ukazywał się początkowo w odcinkach, na łamach francuskiego czasopisma Pilote, w 1967 r. Rok później został wydany w formie albumu.
Pierwsze polskie wydanie (w przekładzie Jolanty Sztuczyńskiej) pochodzi z 1993 r.

## Fabuła
Po przegranej bitwie pod Alezją wódz Galów, Wercyngetoryks, złożył swą broń (w tym tarczę) u stóp Cezara. Gdy władca Rzymu planuje odbyć triumf w Gergowii, stojąc na tarczy Wercyngetoryksa, okazuje się jednak, że przedmiot ten zniknął. Wysłannik Cezara, Tuliusz Chudeus, rusza na poszukiwania tarczy.
W tym samym czasie Asparanoiks cierpi z powodu przejedzenia. Druid Panoramiks orzeka, że wódz musi przejść na dietę i poddać się kuracji. Asparanoiks rusza do uzdrowiska w Aquae Calidae, niedaleko krainy Arwernów.